# Rédange
Rédange é uma comuna francesa na região administrativa de Grande Leste, no departamento de Mosela. Estende-se por uma área de 5,5 km². Em 2010 a comuna tinha 1 015 habitantes (densidade: 184,5 hab./km²).